# うま味
うま味（うまみ）は味覚の一つで、出汁などから感じる味のこと。

## 概要
うま味は五基本味の一つをなす味である（他は甘味・酸味・塩味・苦味）。日本で味として発見され命名された（⇒ #名称、#うま味の歴史・発見・認知）。グルタミン酸を中心とした複数の成分によって生じる味であり（⇒ #うま味成分）、近年は舌にある受容体の研究が進んでいる（⇒ #うま味受容体）。

## 名称
「うま味」の命名は、それをもたらす物質の1つがグルタミン酸であることを発見した池田菊苗による。池田は、それまでに知られていた酸味・甘味・塩味・苦味の四基本味に加わるべき第五の基本味としてこれを「うま味」と名付けた。なお、発表当時からこの表記である。
日本国外、特にその存在の認知が遅れた欧米諸国の言語では、従来この「うま味」に相当する表現が存在しなかったため、日本語をそのまま借用した「umami」を使う場合が多い。ただし、英語の「savoriness」、中国語の「鮮味」といった表現を使う試みもある。
味覚の一つである「うま味」と、別の味覚やその他の要素も含めた「おいしさ」の意味の「旨味」「旨み」は、表現が使い分けられる。

## うま味の歴史・発見・認知
19世紀以前は、うま味の存在が科学的に立証されていなかった。現在は、舌にはうま味を感じる能力があり、うま味を示す物質があることが分かっている。

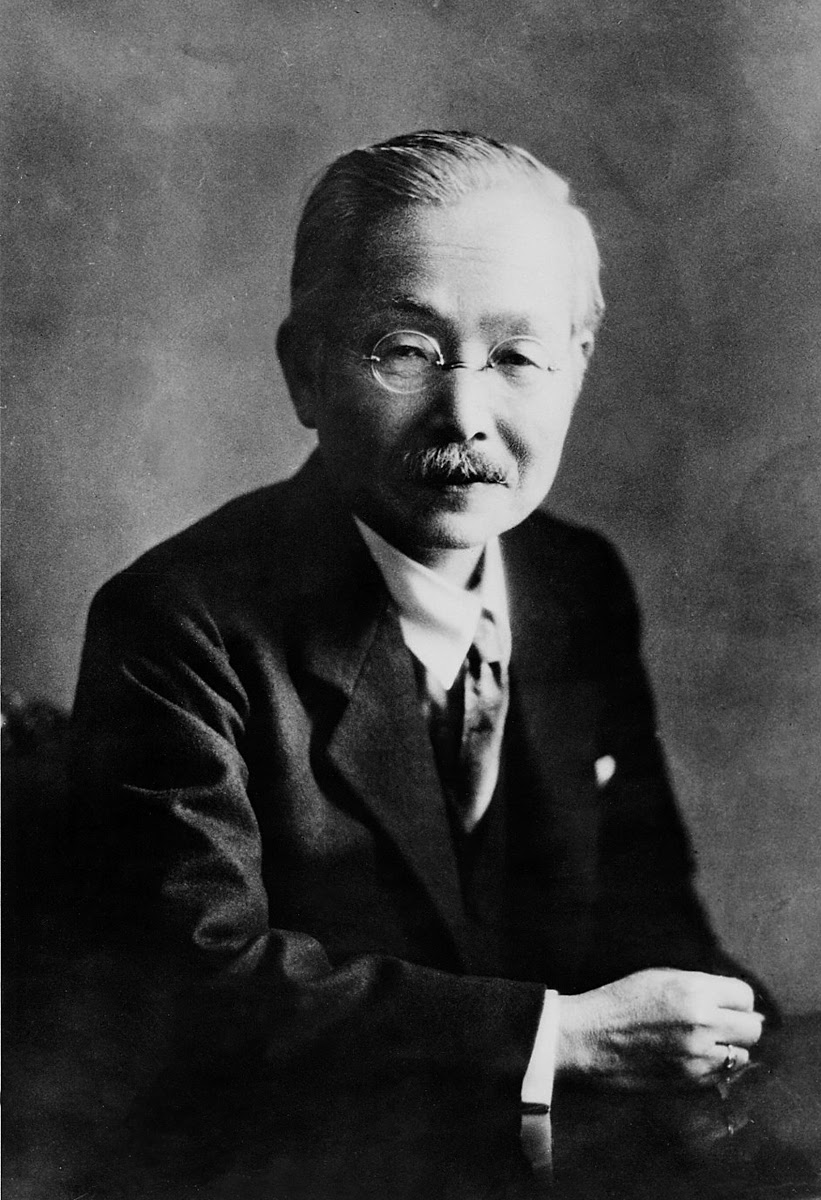
池田菊苗

うま味物質は、東京帝国大学（現在の東京大学）教授だった池田菊苗によって、1908年にだし昆布の中から発見された。最初に発見されたうま味物質はグルタミン酸である。うま味となるだし昆布や鰹節を使用した出汁は、日本料理の基本となる伝統的調理手順のひとつである。そのため、日本の学者は「ダシがきいていない」という味覚は塩味や酸味が足りないのとは違う感覚であることを経験的に知っており、うま味の存在に早くから気づいていた。
グルタミン酸自体はそれ以前にドイツ人(Karl Heinrich Ritthausen)によって発見されていたが、うま味がグルタミン酸によるものというのを発見したのが池田菊苗である。またグルタミン酸は酸性で酸味があり食味を向上する試験の中でナトリウムと塩にしたL-グルタミン酸ナトリウムとして中和することで最も良いうま味を呈することも発見した。1908年4月に池田はグルタミン酸ナトリウムを含む「グルタミン酸塩類を主要成分とする調味料製造法」で特許を申請し、7月に取得した。
1913年に、小玉新太郎が鰹節から抽出したイノシン酸もうま味成分であることを確認した。1957年には、国中明がシイタケ中から抽出したグアニル酸が新たなうま味成分であることを発見した。
一方で、西洋文化圏では、フランス料理におけるフォン・ブイヨン・コンソメのように、だしによってうま味を増す料理法が存在するものの、後述の通り欧州の水は硬度が高いためだしを取りにくく、多くの料理ではトマト（グルタミン酸を豊富に含む）、チーズのような酸味などが強い食材によってうま味を補給したり、何より肉料理では肉の煮汁自体がうま味の供給源となったため、グレイビーソースのように肉のうま味を利用することはあっても他の食材によってうま味を増すことに多くの意識は向けられなかった。そのため、日本の学者の主張するうま味の存在は、多くの欧米の学者には懐疑的に受け止められ、うま味なるものは塩味・甘味などがほどよく調和した味覚に過ぎないと考えられていた。
しかし、2000年に舌の味蕾にある感覚細胞にグルタミン酸受容体（英：mGluR4）が発見されたことによって、うま味の実在が世界的に広く認知されるに至った。

## うま味成分
うま味物質は蛋白質や核酸に富んだ細胞の原形質成分に多く含まれ、主として蛋白質の豊富な食物を探知することに適応して発達した味覚であると考えられる。
代表的なうま味成分のうち、アミノ酸の一種であるグルタミン酸は植物に、核酸の一種であるイノシン酸は動物に多く含まれることが多い。イノシン酸など、うま味を感じさせるヌクレオチドは呈味性ヌクレオチドという。
また、アミノ酸系のうま味成分と核酸系のうま味成分が食品中に混在するとうま味が増す。これを「うま味の相乗効果」と呼ぶ。実際に日本料理では昆布だしと鰹だしやシイタケのだしを合わせるといった調理が行われ、中華料理でも長ねぎ・ショウガと鶏がらスープを合わせるといった調理が行われている。
その他にも、食用のハエトリシメジに含まれるトリコロミン酸、毒キノコのテングタケに含まれるイボテン酸、貝類に含まれるコハク酸やコハク酸ナトリウムにも強いうま味がある。またレモンに含まれるクエン酸やリンゴに含まれるリンゴ酸などの果実酸類には、食品のうま味を高める作用がある。
だしを取る場合、硬水はグルタミン酸やイノシン酸のようなうま味成分の抽出を阻害するので、軟水の使用が望ましい。
うま味成分のいくつかは、主に発酵法で人工的に製造され、ナトリウムと結合させてうま味調味料として製品化されている。主成分のl-グルタミン酸ナトリウムの他に、グアニル酸ナトリウムやイノシン酸ナトリウムを添加している製品も存在する。
アミノ酸には光学異性体がありL体とD体が存在しうるが、基本的に動植物はL体アミノ酸で成り立っており（ホモキラリティー）、調味料として使われているのもL−グルタミン酸ナトリウムである。逆にD-グルタミン酸は無味となる。

### うま味成分一覧
以下はうま味成分（うま味を引き起こす化合物とその混合物）の一覧である。

#### 化合物
- アミノ酸系
  - グルタミン酸：うま味調味料の主成分。トマト、玉ねぎなどの野菜類や、昆布、マッシュルーム、チーズにも含まれる。
  - アスパラギン酸
- 核酸系
  - イノシン酸：肉類、鰹節、煮干しなどの魚介類
  - グアニル酸：干し椎茸などのきのこ類
  - キサンチル酸
- 有機酸系
  - コハク酸：貝類
- その他
  - イボテン酸：テングタケ属のきのこ。毒性あり
  - トリコロミン酸（英語版）：ハエトリシメジに含まれる

#### 混合物
- 5'-リボヌクレオチド二ナトリウム: イノシン酸ナトリウムとグアニル酸ナトリウムの混合物。

## うま味受容体
うま味受容体（）はうま味成分が作用しうま味感覚を引き起こす味覚受容体の総称である。

### T1R1/T1R3
ヒトのうま味受容体として T1R1/T1R3 受容体が知られる。T1R1/T1R3 はGタンパク質共役受容体の一種で、T1R1と T1R3のヘテロ二量体である。この受容体はグルタミン酸に応答し、かつ核酸系うま味成分（イノシン酸・グアニル酸）や香気成分（メチオノール）でアロステリックに応答が増強される。